# Ninmah Corona
La Ninmah Corona è una struttura geologica della superficie di Venere.